# Atlético Mancha Real
El Atlético Mancha Real es un club de fútbol español de la localidad de Mancha Real, en la  provincia de Jaén (Andalucía). Fue fundado en 1984 y en la actualidad está en Tercera RFEF, grupo IX.

## Historia
Antes de que se fundara el Atlético Mancha Real en el año 1984, en Mancha Real también hubo diversos equipos que representaron a la localidad a nivel futbolístico, el Imperio Azul fue uno de ellos.
El 4 de agosto de 1984 se rubricó el documento notarial que fundaba oficialmente el Atlético Mancha Real como asociación deportiva. Lorenzo Araque Pareja, en calidad de presidente, Antonio José Beltrán Guzmán, como vicepresidente, Pedro Fuentes Olmo, como secretario, José Jiménez Quesada, como tesorero, y Diego Blanca Moreno, como vocal, formaron la primera junta directiva del club. En aquel entonces también quedaron redactados los estatutos que actualmente rigen el club.
El 29 de mayo de 2016 el Atlético Mancha Real consigue el primer ascenso a Segunda División B de su historia tras vencer por cero goles a dos al Zamora CF con un global de 5-1 a favor en la eliminatoria de campeones, tras haber quedado campeón del grupo IX de Tercera División esa temporada. Pero una temporada después desciende de nuevo a la Tercera División.
El 2 de mayo de 2021 el Atlético Mancha Real consiguió el ascenso a Segunda RFEF matemáticamente tras ganar 1-0 al Antequera CF. La temporada 2020/21 jugarían la liga de ascenso At Mancha Real, UD Almería B y UDC Torredonjimeno, como los tres primeros clasificados del Grupo 9 A y Vélez CF, Antequera CF y El Palo FC, como los tres primeros clasificados del Grupo 9 B (el Grupo 9 de Tercera División se dividió en 2 grupos debido a la crisis del Covid-19). Ascendieron como campeón de la liga de ascenso el Vélez CF y At Mancha Real como subcampeón. Los clasificados entre el puesto 3 y 6 pasarían a jugar una fase de eliminatorias en las que el Antequera conseguiría el ascenso a la nueva categoría Segunda RFEF.
El 16 de diciembre de 2021 el Atlético Mancha Real, de Segunda RFEF, logró la gesta de eliminar al Granada CF, de Primera División, en la segunda eliminatoria de Copa del Rey gracias al gol de José Enrique en el minuto 21 en una Juventud abarrotada, con más de 3000 espectadores. Día histórico para el Atlético Mancha Real, siendo el único equipo de Segunda RFEF que conseguía el pase a 1/16 de final y se situaba como equipo revelación de la competición.
El 6 de enero de 2022 el Atlético Mancha Real vivió otra noche mágica en La Juventud al enfrentarse al Athletic Club de Bilbao en los 1/16 de final de Copa del Rey. El Atlético Mancha Real presionó arriba al Athletic Club que no se dejó sorprender y con un doblete de Nico Williams ponía fin a una gran participación del conjunto verde en Copa del Rey.

## Escudo
El escudo del Atlético Mancha Real tiene forma redonda con el fondo blanco y los bordes de color verde, las letras AT. a la izquierda y M.R. a la derecha.
De fondo tiene un castillo y en la parte superior del escudo tiene un balón de fútbol.

## Himno
El himno del Atlético Mancha Real fue escrito por Manuel Morillas Sánchez y le puso música Juan Paulo Gómez. Se interpretó por vez primera el 7 de octubre de 2009 con motivo del XXX Trofeo Villa de Mancha Real. Aquel día, el Atlético Mancha Real y la Unión Estepona CF se enfrentaron en un partido amistoso.
I
Es domingo, hay partido.
Vamos todos a apoyar
al mejor de los equipos,
a nuestro Mancha Real.

II
Once bravos corazones
para luchar en el campo;
los seguidores manchegos
los estamos animando.

ESTRIBILLO
Verde y blanca la bandera,
que el viento hace ondear.
Sólo tenemos un grito:
¡Atleti Mancha Real!

III
Niños, jóvenes, mayores,
hoy gritamos sin cesar
orgullosos de este equipo,
decididos a ganar.

IV
Luchemos por nuestro escudo
con fortaleza y valor,
jugando siempre un gran fútbol
sin violencia ni rencor.

V
Esta afición nunca falla,
nunca cesa de cantar
para lograr nuevas metas,
¡La Mancha, siempre a triunfar!

ESTRIBILLO
Verde y blanca la bandera,
que el viento hace ondear.
Sólo tenemos un grito:
¡Atleti Mancha Real!

## Equipación
|                | Camiseta | Pantalón | Medias | Patrocinador |
| -------------- | -------- | -------- | ------ | ------------ |
| 1.ª Equipación | Verde    | Verde    | Verdes | JAR          |
| 2.ª Equipación | Negra    | Negro    | Negras | JAR          |

## Estadio
El terreno de juego en el que el Atlético Mancha Real disputa los partidos como local es el Estadio Polideportivo Municipal de La Juventud, más conocido como La Juventud. Este estadio tiene capacidad para 1.500 espectadores y el terreno de juego es de césped artificial. 
Este estadio está compartido con el otro equipo de la localidad, la Asociación Deportiva Mancha Real (A.D. Mancha Real).

## Datos deportivos del club
- Temporadas en Segunda División B: 1 (incluida 2016/17)
- Temporadas en Tercera División: 12 (por última vez en 2015/16)
- Temporadas en Divisiones regionales: 19 (por última vez en 2008/09)
- Participaciones en la Copa del Rey: 3  (por última vez en 2021/22)
- Participaciones en la Copa RFEF: 2 (por última vez en 2016/17)

- Mejor puesto en liga:
  - -.º  (Segunda División B, temporadas: 2016/17)
  - 1.º  (Tercera División, temporadas: 2009/10 y 2015/16)
- Peor puesto en liga:
  - -.º (Segunda División B, temporada 2016/17)
  - 19.º (Tercera División, temporada 1999/00)

- Puestos en las copas:
  - 1.ª ronda (Copa del Rey, temporadas: 2010/11, 2016/17 y 2021/22)
  - 1/16 de final (Copa RFEF, temporadas: 2010/2011 y 2016/17)

(1) Todas las temporadas en Primera División de Andalucía se juegan en el grupo 3.º.

## Palmarés

### Torneos nacionales
- Tercera División de España (2): 2009/10 y 2015/16.
- Subcampeón de Tercera División de España (1): 2012/13.

### Torneos regionales
- Primera División Andaluza (3): 1998/99, 2000/01 y 2008/09.
- Segunda División Andaluza (2): 1988/89 y 1991/92.
- Subcampeón de Copa Presidente de la Diputación de Jaén (1): 2015/16.

### Torneos amistosos
- Trofeo del Olivo (1): 2023
- Trofeo Ciudad de Linares (1): 2010

## Temporadas
| Temporada | División           | Posición | Copa del Rey | Copa Federación | Copa Diputación |
| --------- | ------------------ | -------- | ------------ | --------------- | --------------- |
| 1984/85   | Segunda Andaluza   | -        |              |                 |                 |
| 1985/86   | Segunda Andaluza   | -        |              |                 |                 |
| 1986/87   | Segunda Andaluza   | -        |              |                 |                 |
| 1987/88   | Segunda Andaluza   | -        |              |                 |                 |
| 1988/89   | Segunda Andaluza   | 1.º      |              |                 |                 |
| 1989/90   | Primera Andaluza   | 16.º     |              |                 |                 |
| 1990/91   | Segunda Andaluza   | -        |              |                 |                 |
| 1991/92   | Segunda Andaluza   | 1.º      |              |                 |                 |
| 1992/93   | Primera Andaluza   | 7.º      |              |                 |                 |
| 1993/94   | Primera Andaluza   | 4.º      |              |                 |                 |
| 1994/95   | Primera Andaluza   | 4.º      |              |                 |                 |
| 1995/96   | Primera Andaluza   | 4.º      |              |                 |                 |
| 1996/97   | Primera Andaluza   | -        |              |                 |                 |
| 1997/98   | Primera Andaluza   | -        |              |                 |                 |
| 1998/99   | Primera Andaluza   | 1.º      |              |                 |                 |
| 1999/00   | Tercera División   | 19.º     |              |                 |                 |
| 2000/01   | Primera Andaluza   | 1.º      |              |                 |                 |
| 2001/02   | Tercera División   | 16.º     |              |                 |                 |
| 2002/03   | Tercera División   | 10.º     |              |                 |                 |
| 2003/04   | Tercera División   | 15.º     |              |                 |                 |
| 2004/05   | Tercera División   | 18.º     |              |                 |                 |
| 2005/06   | Primera Andaluza   | 8.º      |              |                 |                 |
| 2006/07   | Primera Andaluza   | 6.º      |              |                 |                 |
| 2007/08   | Primera Andaluza   | 4.º      |              |                 |                 |
| 2008/09   | Primera Andaluza   | 1.º      |              |                 |                 |
| 2009/10   | Tercera División   | 1.º      |              |                 |                 |
| 2010/11   | Tercera División   | 12.º     | 1.ª ronda    | 1/16 de final   |                 |
| 2011/12   | Tercera División   | 7.º      |              |                 |                 |
| 2012/13   | Tercera División   | 2.º      |              |                 |                 |
| 2013/14   | Tercera División   | 5.º      |              |                 |                 |
| 2014/15   | Tercera División   | 10.º     |              |                 | 1/8 de final    |
| 2015/16   | Tercera División   | 1.º      |              |                 | Subcampeón      |
| 2016/17   | Segunda División B | 18.º     | 1.ª ronda    | 1/16 de final   | 1/4 de final    |
| 2017/18   | Tercera División   | 8.º      |              |                 | 1/8 de final    |
| 2018/19   | Tercera División   | 8.º      |              |                 |                 |
| 2019/20   | Tercera División   | 11.º     |              |                 |                 |
| 2020/21   | Tercera División   | 2.º      |              |                 |                 |

## Entrenadores

### Cronología de los entrenadores
| Nombre                    | Nac.              | Desde | Hasta |
| ------------------------- | ----------------- | ----- | ----- |
| Juan Reche Santiago       | España            | 2004  | 2006  |
| Paco Plaza                | España            | 2006  | 2007  |
| Nacho Díaz                | España            | 2007  | 2008  |
| José Jesús Aybar Bejarano | España            | 2008  | 2011  |
| Fernando Campos Cuesta    | España            | 2011  | 2014  |
| Lorenzo Morón Vizcaíno    | España            | 2014  | 2015  |
| Juan Arsenal              | España            | 2015  | 2017  |
| Rodolfo Bodipo            | Guinea Ecuatorial | 2017  | 2017  |
| Manuel Moreno "Rizos"     | España            | 2017  | 2019  |
| Pedro Bolaños             | España            | 2019  | 2023  |
| José J. Aybar             | España            | 2023  | Act   |